# Chirbury
Chirbury är en ort i civil parish Chirbury with Brompton, i distriktet Shropshire, Storbritannien. Den ligger i grevskapet Shropshire i riksdelen England, i den södra delen av landet, 230 km nordväst om huvudstaden London. Chirbury ligger 111 meter över havet och antalet invånare är 348. Chirbury var en civil parish fram till 1987 när blev den en del av Chirbury with Brompton. Civil parish hade 818 invånare år 1961. Byn nämndes i Domedagsboken (Domesday Book) år 1086, och kallades då Cireberie.
Terrängen runt Chirbury är kuperad österut, men västerut är den platt. Runt Chirbury är det ganska glesbefolkat, med 48 invånare per kvadratkilometer. Närmaste större samhälle är Newtown, 15,7 km väster om Chirbury. Trakten runt Chirbury består i huvudsak av gräsmarker.